# Dzjochar Doedajev
Dzjochar Moesajevitsj Doedajev (Russisch: Джохар Мусаевич Дудаев, Tsjetsjeens: Дудин Муса кант Жовхар; Doedin Moesa kant Zjovchar) (Perwomaiskoje, 15 februari 1944 – Gechi-Tschoe, 21 april 1996) was een Tsjetsjeens leider en de eerste (separatistische) president van de Tsjetsjeense republiek Itsjkerië. Hij werd geboren in Kazachstan, en ondanks zijn Tsjetsjeense ouders sprak hij slecht Tsjetsjeens.
Voordat hij president was, was hij luchtmachtofficier in het Rode leger, alwaar hij zijn etnische afkomst aanvankelijk verdraaide: hij zei dat hij uit Ossetië kwam. Doedajev was de eerste en enige Sovjet-generaal van Tsjetsjeense afkomst. Hij diende onder andere in Afghanistan, en Tartu in Estland, waar hij geïnspireerd werd door het Estse nationalisme.
Toen de Sovjet-Unie in 1991 uiteenviel keerde hij naar Tsjetsjenië terug en werd hij de leider van de Tsjetsjenen. 
Hij werd in 1996 gedood bij een Russische luchtaanval met een raket nadat hij getraceerd was via zijn satelliettelefoon. 
Hij werd door interim-president Zelimchan Jandarbiejev opgevolgd en na verkiezingen door Aslan Maschadov.
Dzjochar Doedajev · Zelimchan Jandarbiejev · Aslan Maschadov · Abdoel-Chalim Sadoelajev · Dokka Oemarov